# Витбой, Хендрик

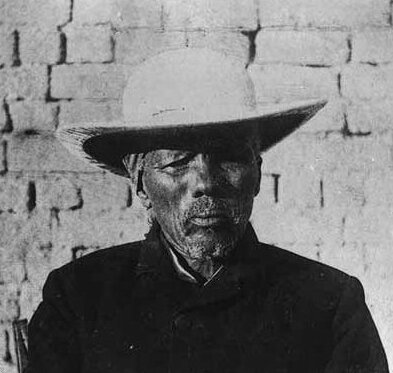
Вождь народа нама Хендрик Витбой

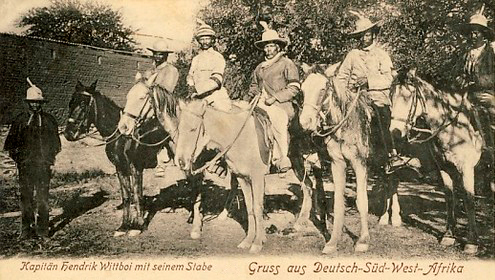
Нама — лидер Хендрик Витбой (в центре) и его товарищи

Хендрик Витбой (нама Hendrik Witbooi; ок. 1840 — 19 ноября 1905, Фальграс, Юго-Западная Африка) — вождь племени нама, организовал восстание против германской колониальной администрации.
Национальный герой Намибии. Его портрет помещён практически на всех купюрах Намибии.

## Биография
Хендрик Витбой был третьим сыном вождя племени Мозеса Кидо Витбооя (1810—1888). Родился на юге нынешней Намибии примерно в 1840 году и был крещен вместе с женой Леной в 1868 году. У него было 7 сыновей и 5 дочерей.

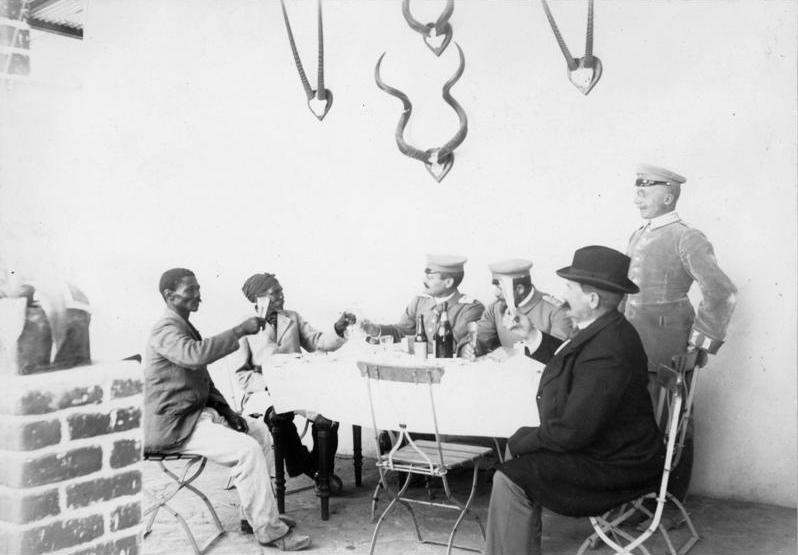
Хендрик Витбой на встрече с германским кайзером. Виндхук, 1896.

В 1888 году стал вождём племени. Будучи вождём готтентотской общины витбоев, Витбой, опираясь на созданные им боевые дружины, объединил под своей властью многие племена и общины готтентотов.
Боролся за власть с вождём хобобен (вельдшундрагеров) Яном Йонкером Африканером (своим дядей), а также с вождём гай-кауун («красного народа») Манессе Норесебом.
В 1892—1893 годах вёл вооружённую борьбу против немцев. Однако в 1894 году подписал с немецкими властями договор «об охране и дружбе», по которому был обязан предоставлять им земли, скот и вооружённых воинов. В 1904, под влиянием восстания гереро, вновь выступил во главе готтентотов против колонизаторов. Погиб в бою.

### Восстание народа нама под предводительством Витбооя
3 октября 1904 года в южной части страны началось восстание готтентотов во главе с Хендриком Витбооем и Якобом Моренгой. Целый год Витбой, вплоть до своей гибели, умело руководил боями. После гибели Виттбоя 29 октября 1905 года повстанцы, разделившись на мелкие группы, продолжали партизанскую войну вплоть до 1907 года. К концу этого же года большая часть восставших вернулась к мирной жизни, так как они были вынуждены обеспечивать пропитанием свои семьи, а оставшиеся партизанские отряды были вскоре вытеснены за границу современной Намибии — в Капскую колонию, принадлежавшую англичанам.
После подавления восстания, большая часть нама была переселена в засушливые бесплодные районы, что стало причиной сокращения их численности. В 1907 году земли гереро и готтентотов были конфискованы, их общинная и племенная организация упразднена.